# Струпец (област Сливен)
 За другото българско село вижте Струпец (Област Враца).  
Струпец е село в Югоизточна България. То се намира в община Сливен, област Сливен.

## История
По време на османската власт Струпец е било наричано Срупча. Разположено е в северното разклонение на Сърнена гора, на височина 200 м над морското равнище. Отстои на 25 км от Сливен. Сведения за селото се срещат в турските регистри от 1591, 1609 и 1666, под името Сорупча, Ситрибче и Сирбиче.
По устни сведения на жителите му селото е наричано и „Малката Русийка“.